# Самаль (государство)
Самаль (известен также как Шамаль, Яуди или Бит-Габбар — по имени основателя царства Габбара) — древний город и государство на юго-востоке современной Турции. Город Самаль (развалины у современного Зенджирли) основан в середине 2-го тысячелетия до н. э. Первоначально был заселён хеттами. В начале 1-го тысячелетия до н. э. захвачен арамеями. В IX—VIII веках до н. э. Самаль — центр одноимённого государства, входившего в коалицию северосирийских царств, возглавлявшихся Кархемишем.
Основателем царства около 900 года до н. э. стал некий Габбар. Возможно, что он был главой какого-то отряда, захватившего Самаль, который до этого, может быть, находился под контролем или властью Кархемиша, и сделал его столицей нового государства. Сын Габбара Хайа (или Хайану) упоминается ассирийским царем Салманасаром III под 857 и 853 годами до н. э.: он уплатил дань Ассирии и принес в числе прочего 10 талантов (303 кг) серебра, 90 талантов меди (2727 кг), 30 талантов (909 кг) железа.
Самаль играл крупную роль в транзитной торговле (преимущественно обработанными металлами). Своего расцвета государство Самаль достигло при сыне Хайи, царе Киламуве (вторая половина IX века до н. э.). В дошедшей от него надписи на староарамейском языке сообщается о смутах предшествующего времени, победе над государством данунитов, союзе с Ассирией и улучшении положения мушкабов (по-видимому, коренного оседлого населения, страдавшего от кочевников).
В середине VIII века до н. э. царь Барцур был убит узурпатором. Его сын Панамму II обратился за помощью к ассирийскому царю Тиглатпаласару III, который вернул ему престол и даже наградил частью соседней области Гургум. Панамму не удалось этим воспользоваться: он умер в лагере Тиглатпалассара у Дамаска. Ассирийский царь оказал ему погребальные почести и назначил наследником его сына Баррекуба. Последний воздвиг в память отца статую с надписью, в которой рассказывает о его деяниях и смерти. Не довольствуясь прежним жилищем, выстроенным Каламму, Баррекуб воздвиг себе новый дворец, о чём оставил другую, также сохранившуюся надпись. После Баррекуба около 720 года до н. э. был превращен в её провинцию. Под 681 годом до н. э. Самаль упоминается уже как резиденция высокопоставленного ассирийского наместника; около 670 года до н. э. здесь останавливался на пути из Египта Асархаддон и поставил колоссальную плиту с надписью о покорении Египта и с изображением у своих ног фараона Тахарки и царя Тира Баала I.
В VIII веке до н. э. в Самале появились примитивные монеты в форме серебряных слитков, помеченных именами царя.

## Цари Самаля
- Габбар (Джабару) (ок. 900 года до н. э.)
- Бама[венг.], сын
- Хайа (Хаджани), брат (ок. 850 года до н. э.)
- Шаиль[венг.], сын
- Киламува (Каламу), брат (ок. 830 года до н. э.)
- Панамму (Панамува) I[нем.]
- Барсур
- Аспияву
- Панамму II (ок. 740—732 годы до н. э.)
- Баррекуб (Бар-Ракиб), сын (ок. 732—720 годы до н. э.)